# Biber
Biber (Castoridae) sind eine Familie in der Ordnung der Nagetiere (Rodentia). Sie sind – nach den Capybaras – die zweitgrößten lebenden Nagetiere der Erde. Die Familie besteht heute aus einer einzigen Gattung, Castor, der zwei Arten angehören: der Europäische Biber (Castor fiber), auch Eurasischer Biber genannt, und der Kanadische Biber (Castor canadensis). Manche Zoologen betrachten den Kanadischen Biber als eine Unterart des Europäischen Bibers; dieser Auffassung steht die unterschiedliche Chromosomenzahl (48 beim Europäischen, 40 beim Kanadischen) entgegen.
Nach Heidecke werden acht Unterarten unterschieden.
Der Europäische Biber ist in Europa durch die FFH-Richtlinie (Anhänge II und IV) besonders geschützt. Er unterliegt in Deutschland nicht dem Jagdrecht nach dem Bundesjagdgesetz. Die Jagd auf den Kanadischen Biber ist in Kanada und den verschiedenen Bundesstaaten der USA unterschiedlich geregelt. Teilweise dürfen dort Biber gejagt oder gefangen werden.

## Merkmale

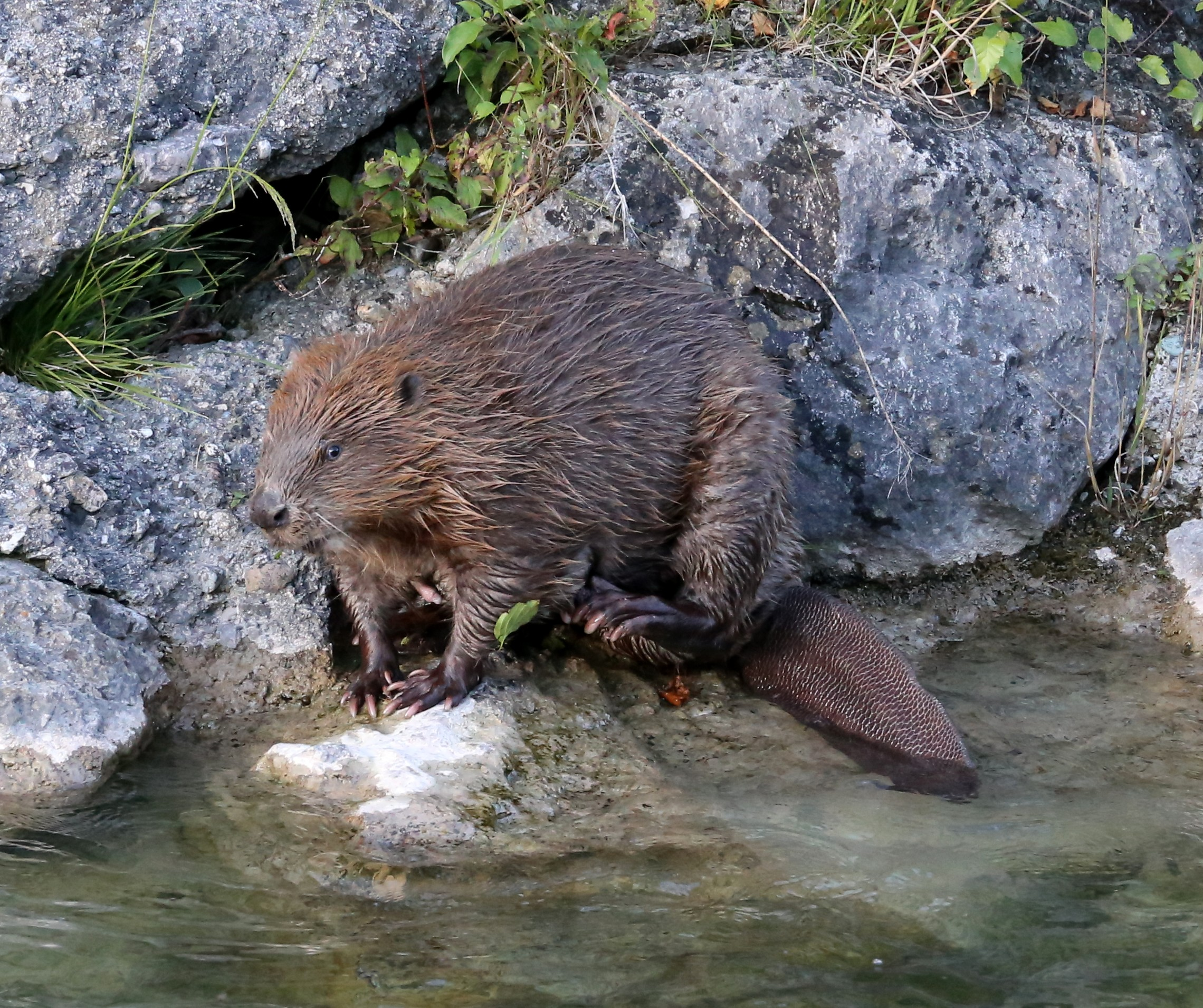
Biber am Kieferbach bei Kiefersfelden

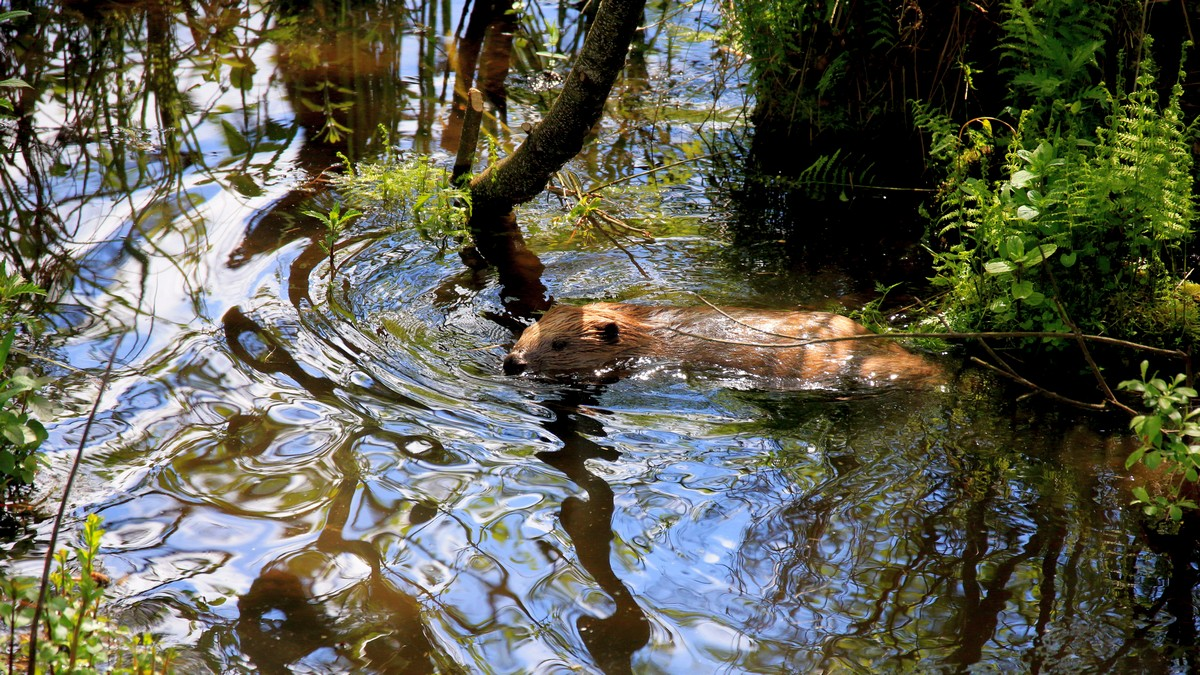
Biber im Naturschutzgebiet Nordufer Plauer See

Der Kanadische Biber erreicht bei einer Gesamtlänge (einschließlich des Schwanzes) von 90 bis 120 Zentimeter eine typische Körpermasse von 17 bis 32 Kilogramm (in Ausnahmefällen bis 45 Kilogramm) und wird 10 bis 12 Jahre alt; Tiere in Gefangenschaft erreichten schon ein Alter von 19 Jahren. Der Europäische Biber hingegen ist etwas kleiner und weist im Mittel eine Körpermasse von rund 18 Kilogramm (das schwerste gemessene Exemplar wog 31,7 Kilogramm) auf.
Eurasische und Kanadische Biber sind äußerlich nur schwer zu unterscheiden. Auch die Geschlechter unterscheiden sich äußerlich kaum. Nur säugende Weibchen sind an den größeren Zitzen als Weibchen zu erkennen; ansonsten muss die Kloake nach einem Penisknochen abgetastet werden. Das meist braune Fell des Bibers ist mit 230 Haaren pro Quadratmillimeter (Mensch: bis zu 6) sehr dicht und schützt vor Nässe und Auskühlung. Der Pelz wird regelmäßig gereinigt und mit einem fetthaltigen Sekret, dem Bibergeil (Castoreum), gepflegt.
Mit seinem spindelförmigen Körper, einem breiten, abgeplatteten, mit lederartiger Haut bedeckten und unbehaarten Schwanz, Kelle genannt, und den Schwimmhäuten zwischen den Zehen ist das Tier an das Leben im Wasser angepasst. Die Kelle dient als Steuer beim Abtauchen sowie zur Temperaturregulation und als Fettdepot. Beim Tauchen werden Nase und Ohren verschlossen; so können Biber bis zu 20 Minuten tauchen.

## Verbreitung

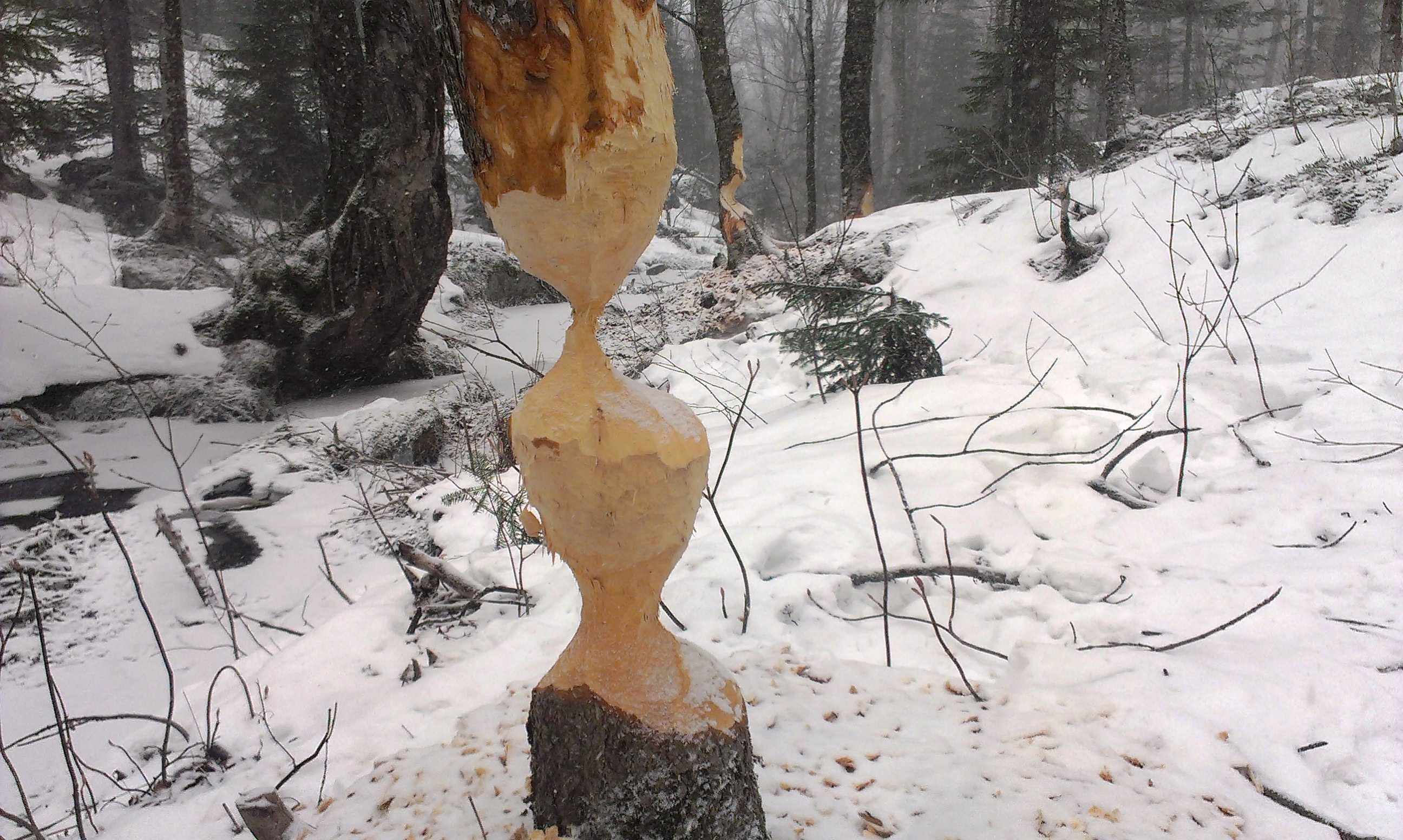
Nach einer starken Schneeschmelze hat ein Biber tiefer am Stamm neu angefangen (Kanada)

Der Europäische Biber war ursprünglich in Europa und weiten Teilen Asiens heimisch, ist dann aber durch Bejagung (dichtes Fell, essbares Fleisch) in weiten Teilen Europas ausgerottet worden. Durch konsequenten Schutz und Auswilderungen im 20. Jahrhundert haben sich die Bestände des Europäischen Bibers in den letzten Jahrzehnten wieder erholt. Für Details zur Verbreitung siehe: Europäischer Biber.
Der Kanadische Biber ist noch weit in Nordamerika verbreitet. Trotz intensiver Nutzung wurde dort die Population nicht nachhaltig zerstört. Teilweise erlauben die Bestände wieder die Jagd auf Biber (Fallenstellen). Durch Auswilderung wurde auf Feuerland und in Finnland eine Population von Kanadischen Bibern geschaffen. Auch in Österreich wurden einige Kanadische Biber freigelassen, später aber wieder abgefangen.

## Lebensraum
Der Biber ist ein semiaquatisches Säugetier, das heißt sein Lebensraum sind fließende und stehende Gewässer und deren Uferbereiche. An Land bewegt er sich aufgrund seines plumpen Körperbaus nur langsam. Sein Körperbau ist dem Leben im und am Wasser ausgezeichnet angepasst (Kelle als Steuer und Antriebsruder, Schwimmhäute an den Hinterfüßen, bis zu 230 Haare pro Quadratmillimeter Körperoberfläche und 120 Haare pro Quadratmillimeter am Rücken, Möglichkeit das Fell einzufetten, Geschlechtsorgane im Körperinneren, effiziente Ausnutzung des Sauerstoffs, wodurch er bis zu 20 Minuten lang tauchen kann). Der Biber besiedelt Fließgewässer in allen Größenkategorien, vom Fluss erster Ordnung bis hin zum Entwässerungsgraben. Ebenso kann er alle Formen von Stillgewässern annehmen, vom Weiher oder Altwasser bis hin zum See. Stehen ihm nur mangelhafte Lebensräume zur Verfügung, zeigt sich der Biber mitunter sehr anpassungsfähig und siedelt sich auch an außergewöhnlichen Plätzen an, beispielsweise inmitten von Ortschaften oder direkt an Autobahnen, wo dann Gehölzpflanzungen nicht selten die wichtigste Nahrungsquelle darstellen.

## Lebensweise

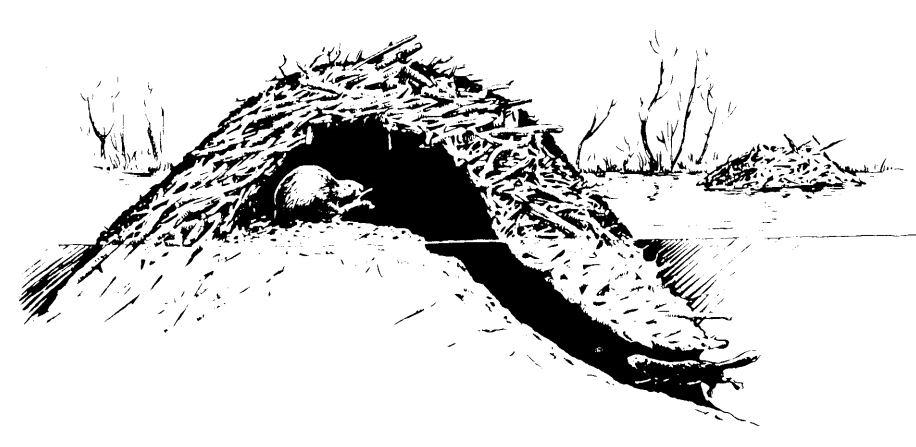
Querschnitt eines Biberbaus

Biber leben monogam. Das Revier einer Biberfamilie, die aus dem Elternpaar und zwei Generationen von Jungtieren besteht, umfasst je nach der Qualität des Biotops 1 bis 3 Kilometer Fließgewässerstrecke. Die Reviergrenzen werden mit einem öligen Sekret (Bibergeil) aus Gewebe im Afterbereich markiert und gegen Eindringlinge verteidigt.
In der Biberburg leben die Altbiber mit bis zu vier Jungen, oft noch zusätzlich mit Jungtieren aus dem Vorjahr. Im Mai wird der behaarte und von Geburt an sehende Nachwuchs geboren, davor müssen die vorjährigen Jungen den Bau verlassen haben. Die jungen Biber sind anfangs wasserscheu, werden aber von der Mutter einfach ins Wasser geworfen und so an das Leben im Wasser gewöhnt. Sie werden in der Regel zwei Monate lang von der Mutter gesäugt und erlangen nach etwa drei Jahren die Geschlechtsreife. Dann werden sie von den Eltern aus dem Revier vertrieben, um sich einen Partner zu suchen und selbst ein Revier zu gründen. Sie wandern dafür im Mittel etwa 25 Kilometer, zum Teil auch mehr als 100 Kilometer weit.
Der Biber ist ein reiner Pflanzenfresser. Er bevorzugt Kräuter, Sträucher und Wasserpflanzen, sowie Zweige, Astrinde und Blätter der von ihm gefällten Laubbäumen, wie Espen, Erlen und Pappeln. Als pflanzlicher Allesfresser ernährt er sich auch von Gräsern und Schilf.
Der Biber ist dämmerungs- und nachtaktiv. Beim Abholzen benagt er den Stamm rundum in der sogenannten Sanduhrtechnik, wodurch sich dieser auf mittlerer Nagehöhe so stark verjüngt, dass der Baum fällt. Je nach Härte des Holzes kann ein Biber in einer Nacht einen bis zu 50 Zentimeter dicken Baum fällen.
Biber halten keinen Winterschlaf. Sie sind auch im Winter im Wasser und an Land aktiv und auf Nahrungssuche. Als zusätzlichen Nahrungsvorrat lagern die Biber im Herbst direkt vor dem Eingang der Burg Zweige und Äste. Wenn die Wasseroberfläche mit dickem Eis bedeckt ist und die Biber gezwungen sind, in der Burg zu bleiben, können sie die gelagerten Äste tauchend erreichen und sich von der Rinde ernähren. Im Januar bis Februar findet die Paarung statt.
In ihren Revieren, vor allem in der Nähe der Burg haben Biber bestimmte Stellen, wo sie bevorzugt aus dem Wasser aussteigen und an Land auf Nahrungssuche gehen. An diese Ausstiegsstellen schließen sich regelrechte Trampelpfade an, die wegen der regelmäßigen Benutzung meist frei von Vegetation sind. Dort, wo die Biber bei der Nahrungsaufnahme nicht gestört werden, reichen ihre Pfade mitunter bis zu 50 m weit vom Wasser weg. Neben den Nagespuren an den Bäumen sind diese Biberwechsel oft die ersten und einzigen Merkmale, an denen das Vorhandensein von Bibern bemerkt wird.

Biberwechsel
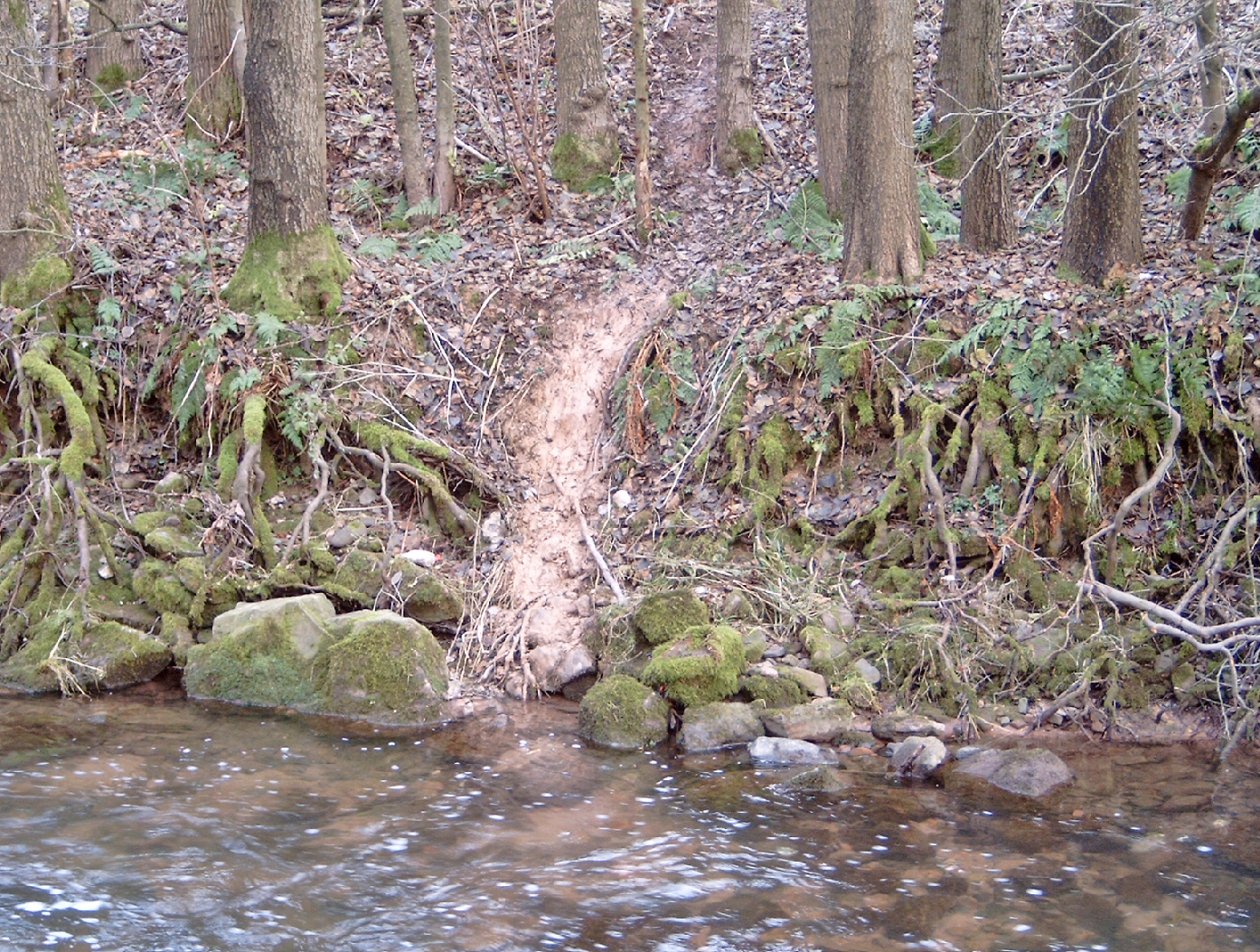
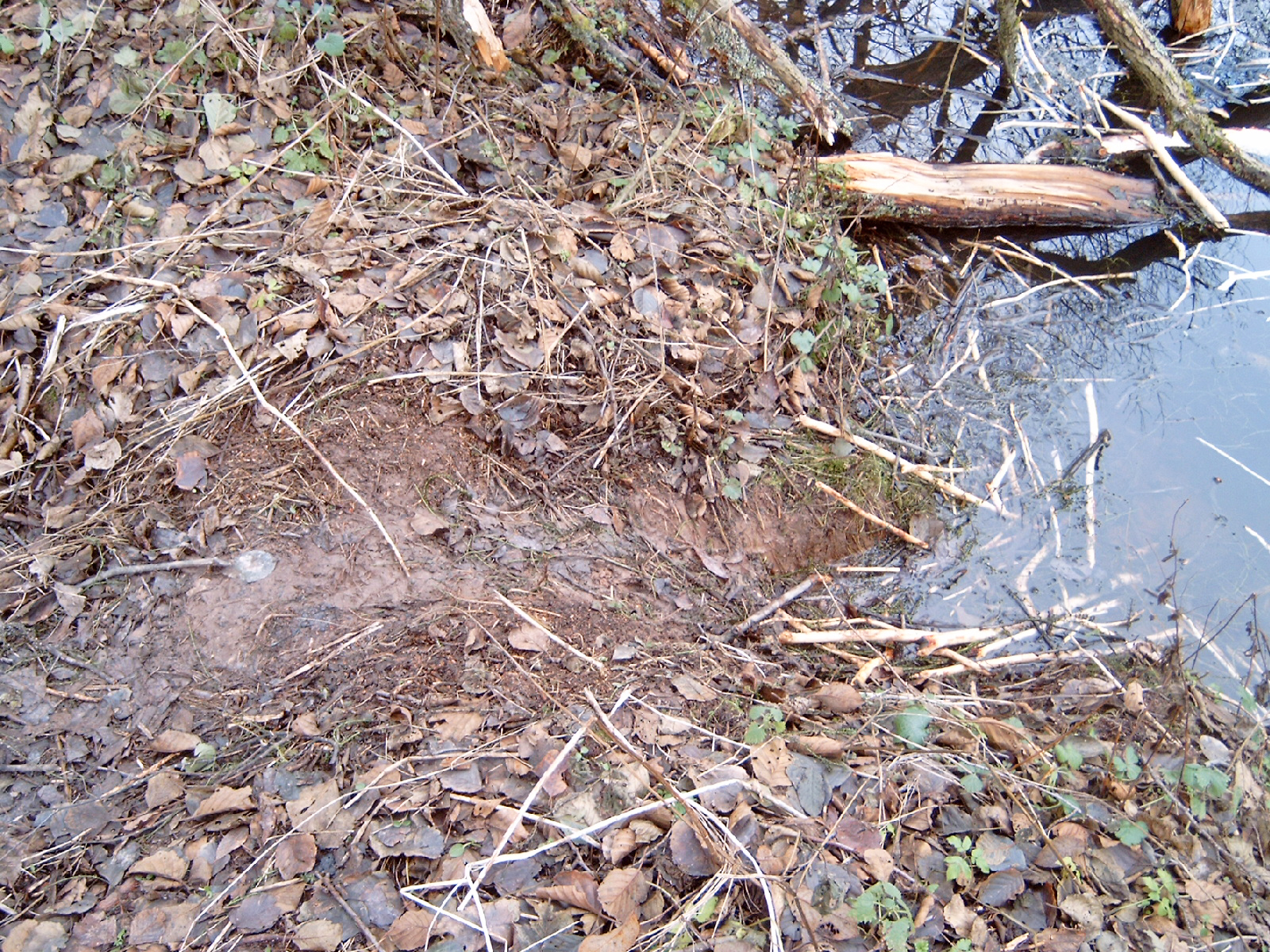
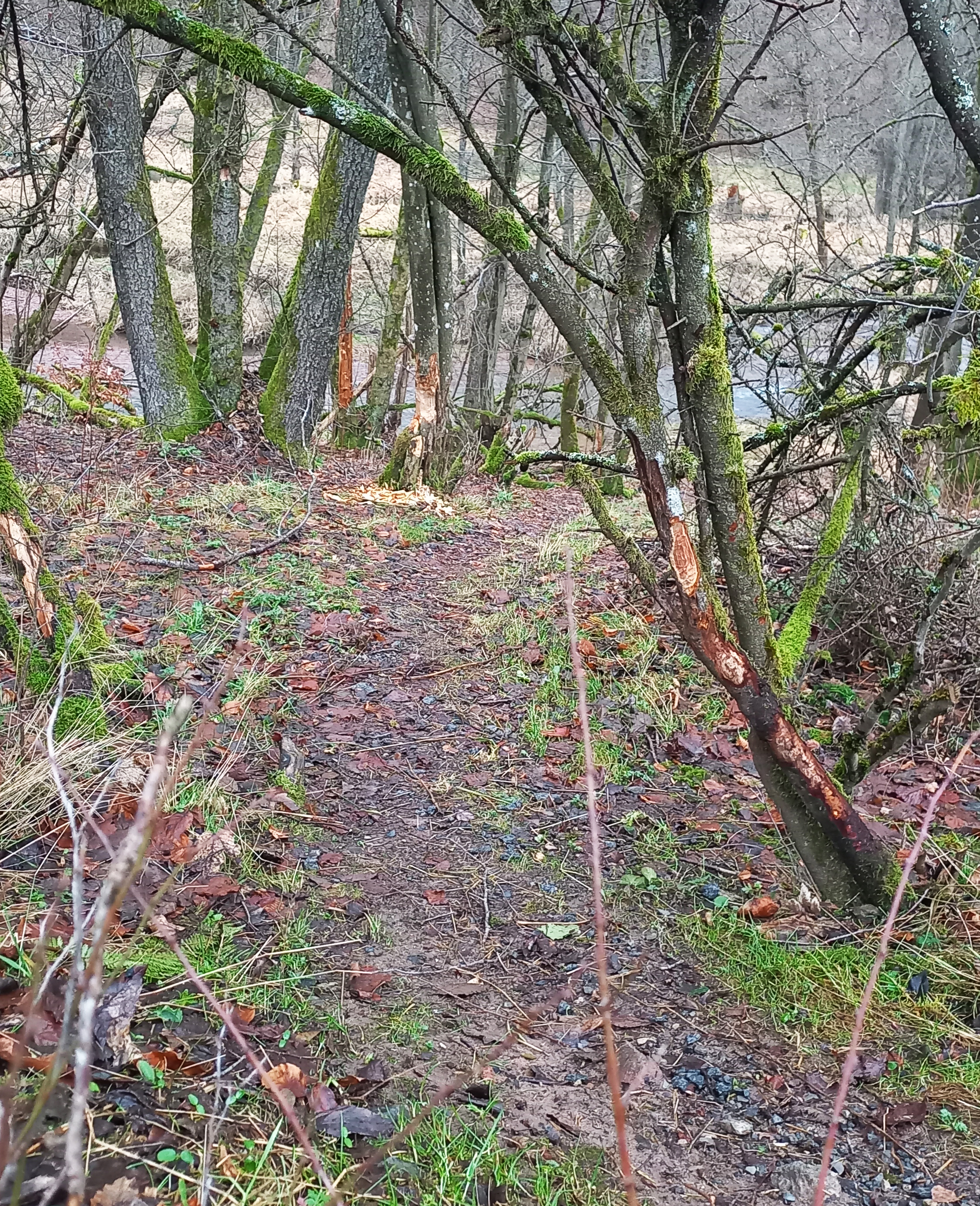

## Biberbauten
Die Biberbauten bestehen aus Wohnbauten und Biberdamm, teils ins ufernahe Erdreich gegraben, teils aus herbeigeschlepptem Baumaterial errichtet: lose (abgenagte) Äste, Zweige, Steine, Schlamm. Biber nutzen auch, am Fallort, von ihnen gefällte Bäume bis zu einem Stammdurchmesser von 80 Zentimeter.

### Wohnbauten

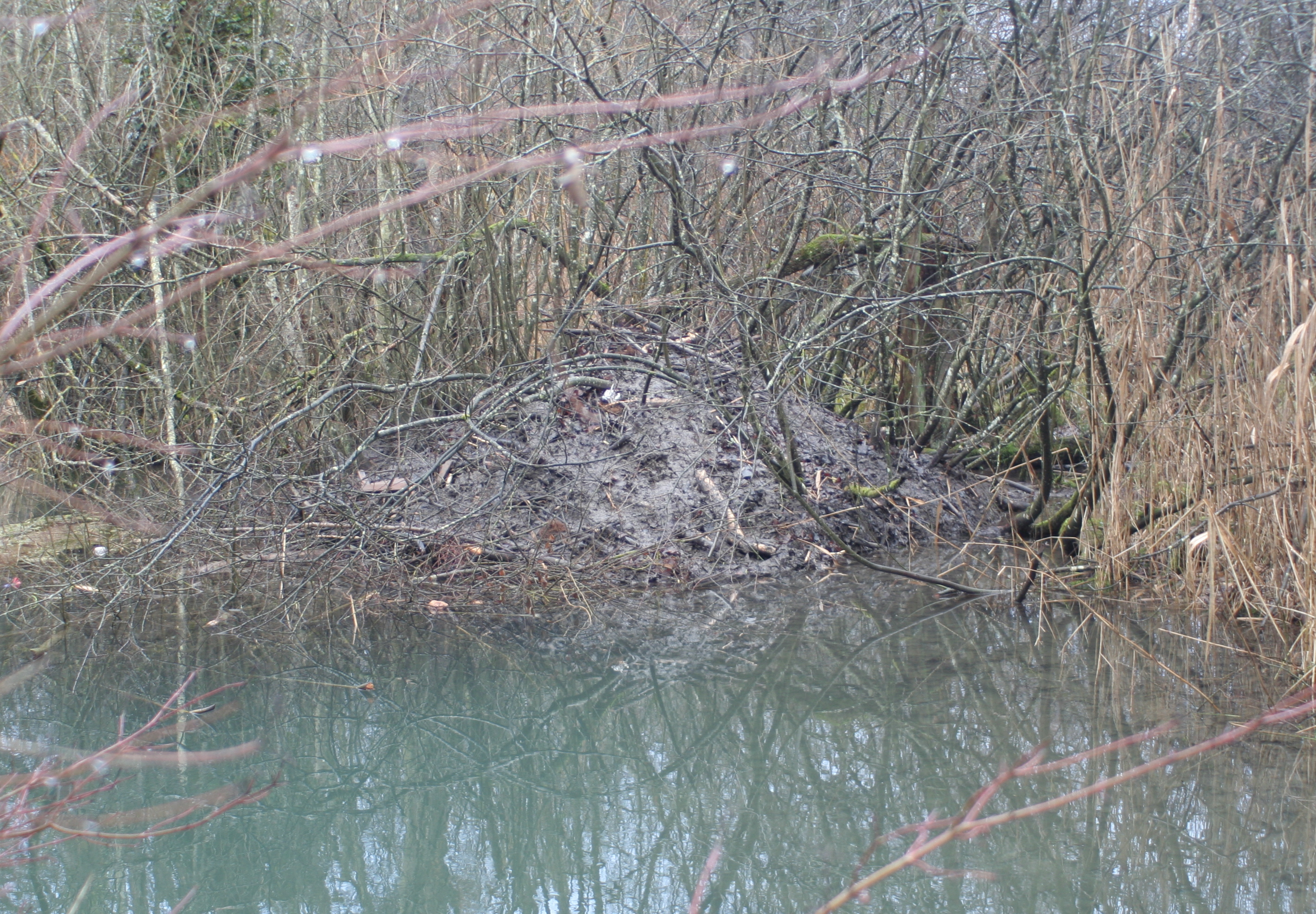
Biberburg in der Schweiz

Im Biberrevier befinden sich in der Regel zwei bis vier (manchmal bis zu zehn) Wohnbaue unterschiedlichster Form. Der Eingang zum Wohnkessel ist immer unter dem Wasserspiegel, der Wohnkessel selbst liegt über Wasser. Der Wohnraum im Inneren kann einen Durchmesser bis zu 120 Zentimeter und eine Höhe bis zu 60 Zentimeter erreichen. Ist die Uferböschung steil genug, gräbt sich der Biber eine Höhle hinein und vernetzt sie mit Biberröhren. Das können Fressröhren, Fluchtröhren und Spielröhren sein. Befindet sich im Biberdamm oder in einem inselartigen, vollständig von Wasser umgebenen Bauwerk aus geeignetem Baumaterial ein Wohnbau, spricht man von Biberburg. Fällt der Wohnbau trocken, wird er verlassen, da dann Feinde erleichterten Zugang haben.

### Biberdämme

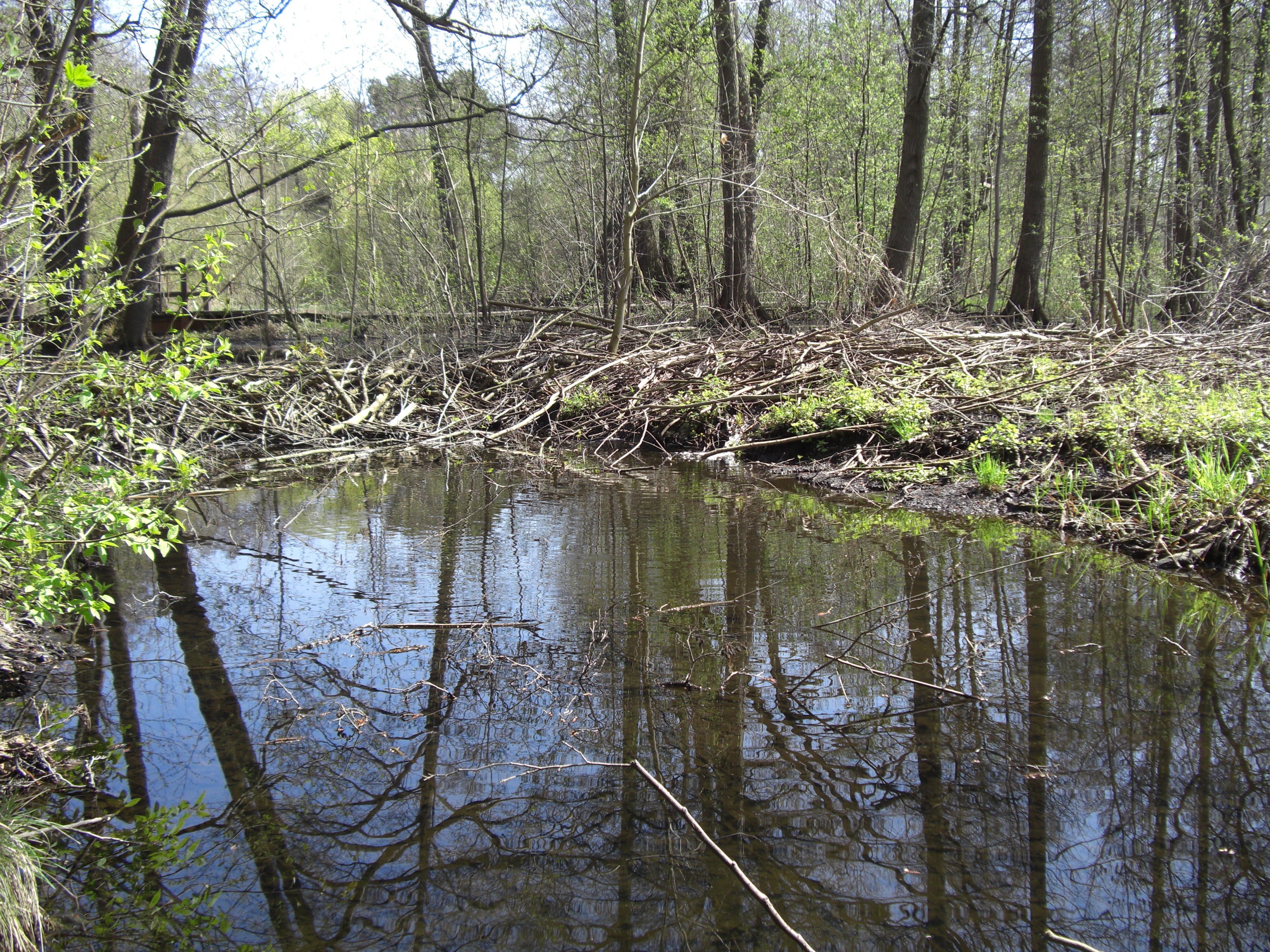
Biberdamm an der Briese in Brandenburg

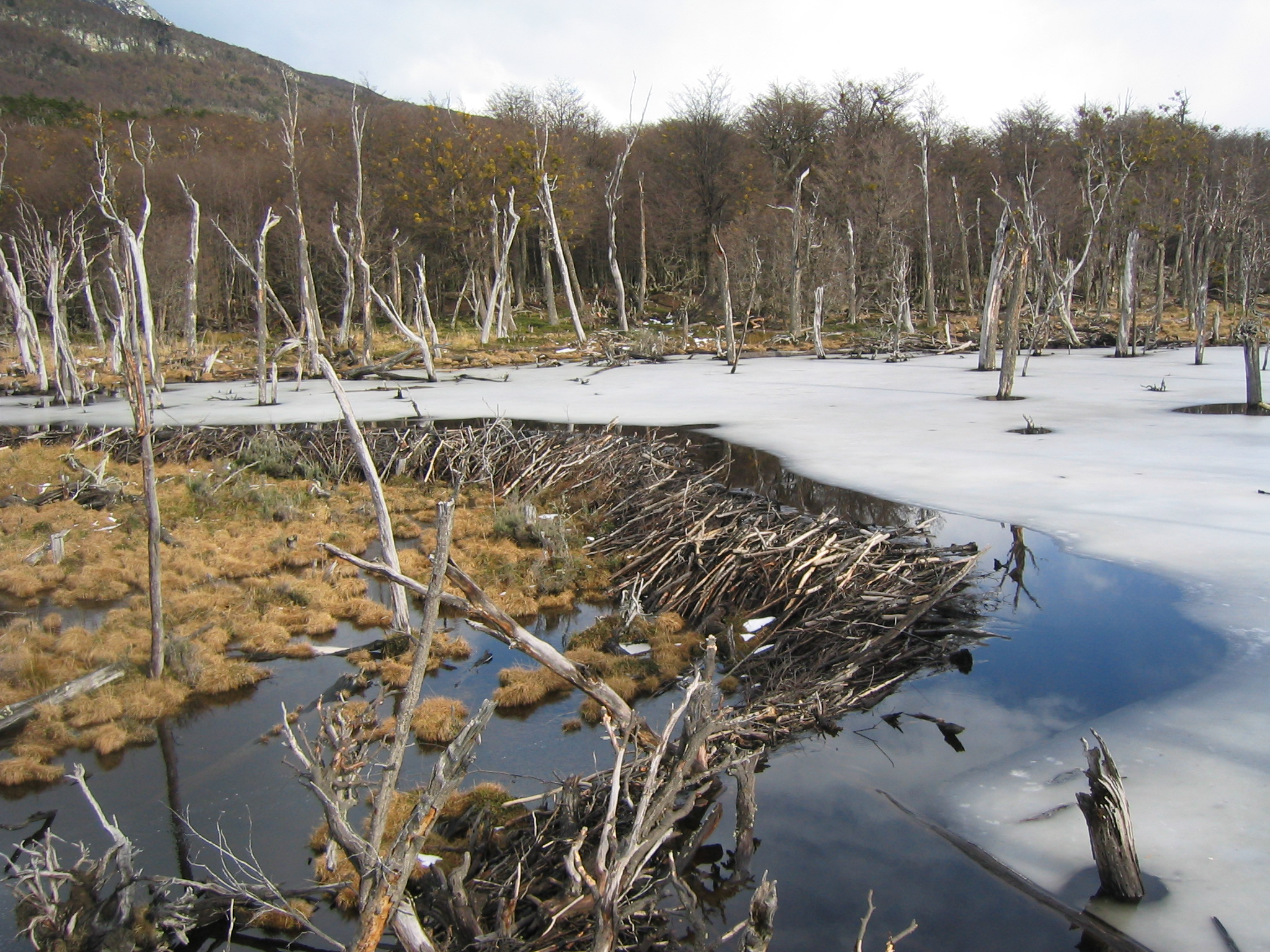
Biberdamm im Nationalpark Tierra del Fuego bei Ushuaia

Biber sind für ihre Dammbauten bekannt, mit denen sie Bäche aufstauen und sogar künstliche Teiche anlegen. Der Damm trägt primär dazu bei, einen Wasserstand über dem Eingang zum Wohnbau von möglichst 60 Zentimeter und einen sichernden Wasserbereich um die Burg herum zu gewährleisten. Biberdämme in fließenden Gewässern sind bei starken Regenfällen bedroht, fortgerissen zu werden. Biber können ihren Damm öffnen, um Hochwasser rascher ablaufen zu lassen und ihren Damm so zu schützen. Damit regulieren sie den Wasserstand ihres Gewässerbereiches und ermöglichen so, dass auch empfindlichere Wasserpflanzen im Teich gedeihen, welche dem Biber als Nahrung dienen können. Biberdämme bedürfen insbesondere in Fließgewässern ständiger Aufwendungen.
Der vermutlich größte Biberdamm im Wood-Buffalo-Nationalpark in Alberta in Nordwestkanada ist 850 Meter lang. Entsprechend den Forschungen von Jean Thie haben wohl viele Generationen in Jahrzehnten an diesem Damm gebaut.
Der Dammbau des Bibers bewirkt, dass es zu einer Hebung des Grundwasserspiegels kommt. Vom Biber gestaltete Landschaften wirken als Retentionsraum, und das durch Dämme zurückgehaltene Wasser kann übermäßiger Trockenheit in der Landwirtschaft entgegenwirken.

## Natürliche Feinde
Prinzipiell kommen Braunbär, Eurasischer Luchs, Puma und Wolf als Jäger in Frage. Der Jagddruck hängt dabei natürlich vom Vorkommen dieser Arten ab und ist regional sehr unterschiedlich. Wölfe können Biberbestände deutlich regulieren, mit Auswirkungen auf den Wasserhaushalt ganzer Ökosysteme.

## Parasiten
Die häufigsten Parasiten beim Biber sind der Saugwurm Stichorchis subtriquetrus, der im Magen lebende Fadenwurm Travassosius rufus, der Biberkäfer (Platypsyllus castoriscoleopteran), Pelzmilben der Gattung Schizocarpus sowie Einzeller wie Kryptosporidien und Giardia intestinalis.

## Konflikte mit Menschen
Wegen ihres Bäumefällens sind Biber insbesondere in der Forstwirtschaft unbeliebt. Obwohl sie meist jüngere Bäume nutzen, werden teilweise auch ausgewachsene Bäume angenagt oder gefällt. Handelt es sich um forstwirtschaftlich bedeutende Baumarten, kann der Schaden beträchtlich sein. Einzelne Bäume können mit einer Manschette aus Maschendraht geschützt werden. Im Sommerhalbjahr nutzt der Biber auch Feldfrüchte (Zuckerrübe, Mais) in Gewässernähe. Fraßschäden auf Feldern wurden mehrfach berichtet.
Dort, wo es zugelassen wird, kann es durch Aufstauen von Gewässern zu großflächigen Überschwemmungen kommen. Handelt es sich dabei nur um gelegentliche Hochwasserereignisse, kommen die Baumarten des Auwaldes (v. a. Weiden und Erlen) gut damit zurecht. Bei einer andauernden Stauung sterben alle Bäume im Bereich der neuen Wasserfläche ab. Dammbauten von Bibern in Straßennähe oder an Unterführungen können zu Unterspülungen führen. Manchmal werden Wohnhöhlen im Hochwasserschutz angelegt. Diese führen im Hochwasserfall zu instabilen Deichen und im schlimmsten Fall zum Deichbruch.
Die Populationen von Schweden, Finnland, Polen und im Baltikum ausgenommen ist der Europäische Biber in der Europäischen Union eine streng zu schützende Art. Die wachsende Population etwa in Mecklenburg-Vorpommern stellt Landwirtschaft und Gewässerschutz zunehmend vor Probleme, so dass es Bemühungen gab, den europäischen Schutzstatus des Bibers einzuschränken.
In Deutschland ist die Art streng geschützt, so dass auch für Erzeugnisse aus Exemplaren dieser Art (wie Mützen) Vermarktungs- und Besitzverbote sowie für ihre Fortpflanzungs- und Ruhestätten (wie ihre Burg) Zugriffsverbote bestehen.
Um den Konflikt zwischen Artenschutz und menschlichen Interessen zu entschärfen, setzen einige Länder auf ein gezieltes Bibermanagement.

Biberverbiss
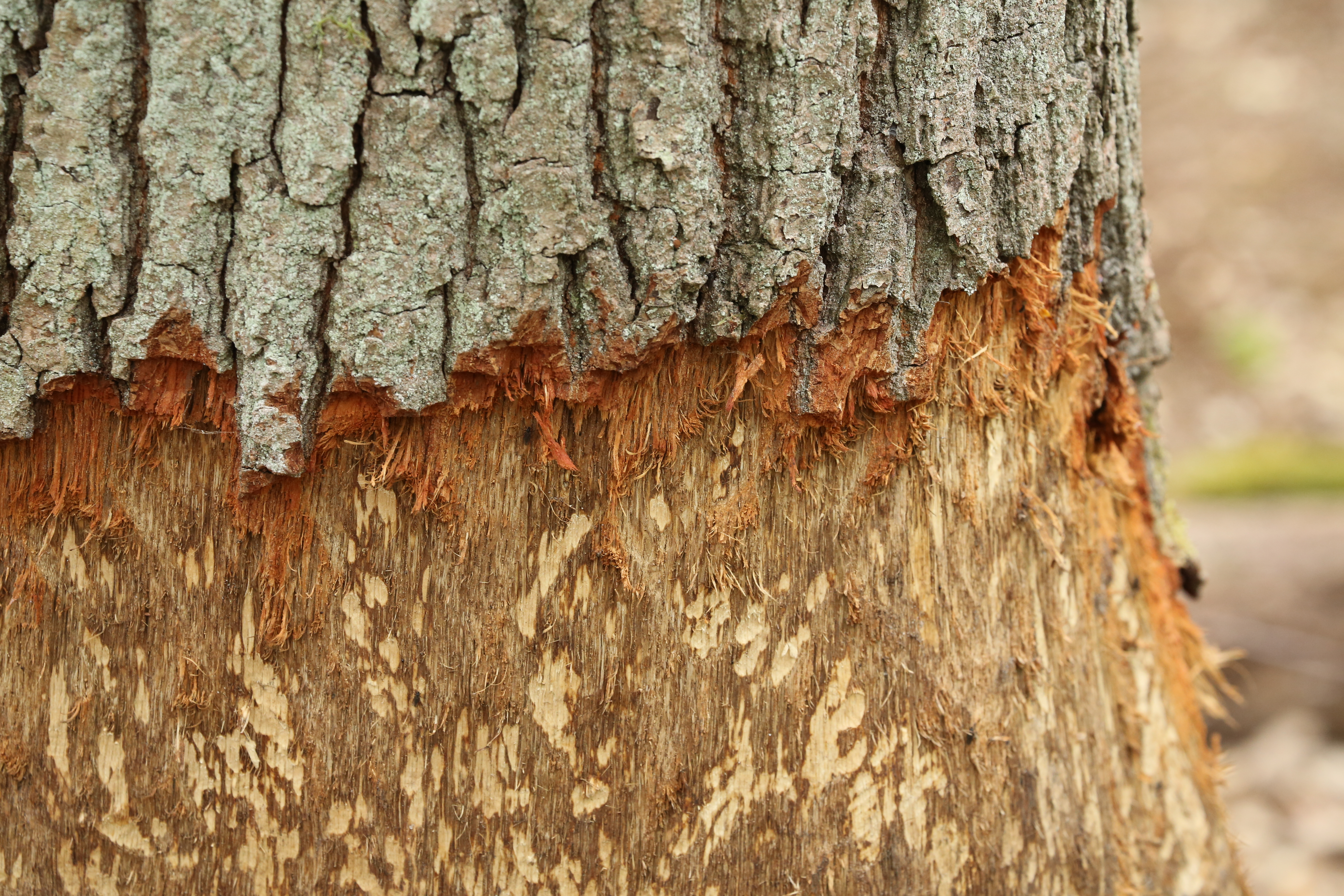
Nagespuren an einer Eiche bei Berlin
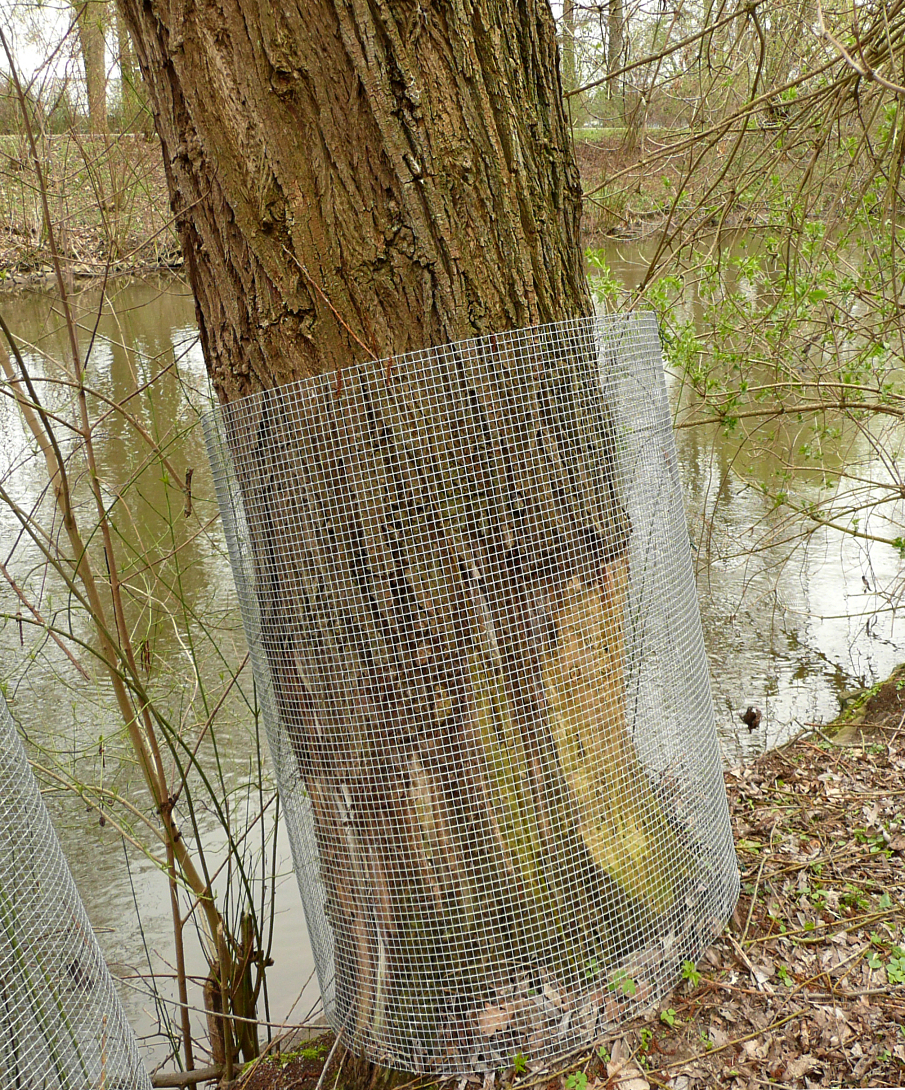
Drahtschutz an einem angenagten Baum an der Leine in Hannover
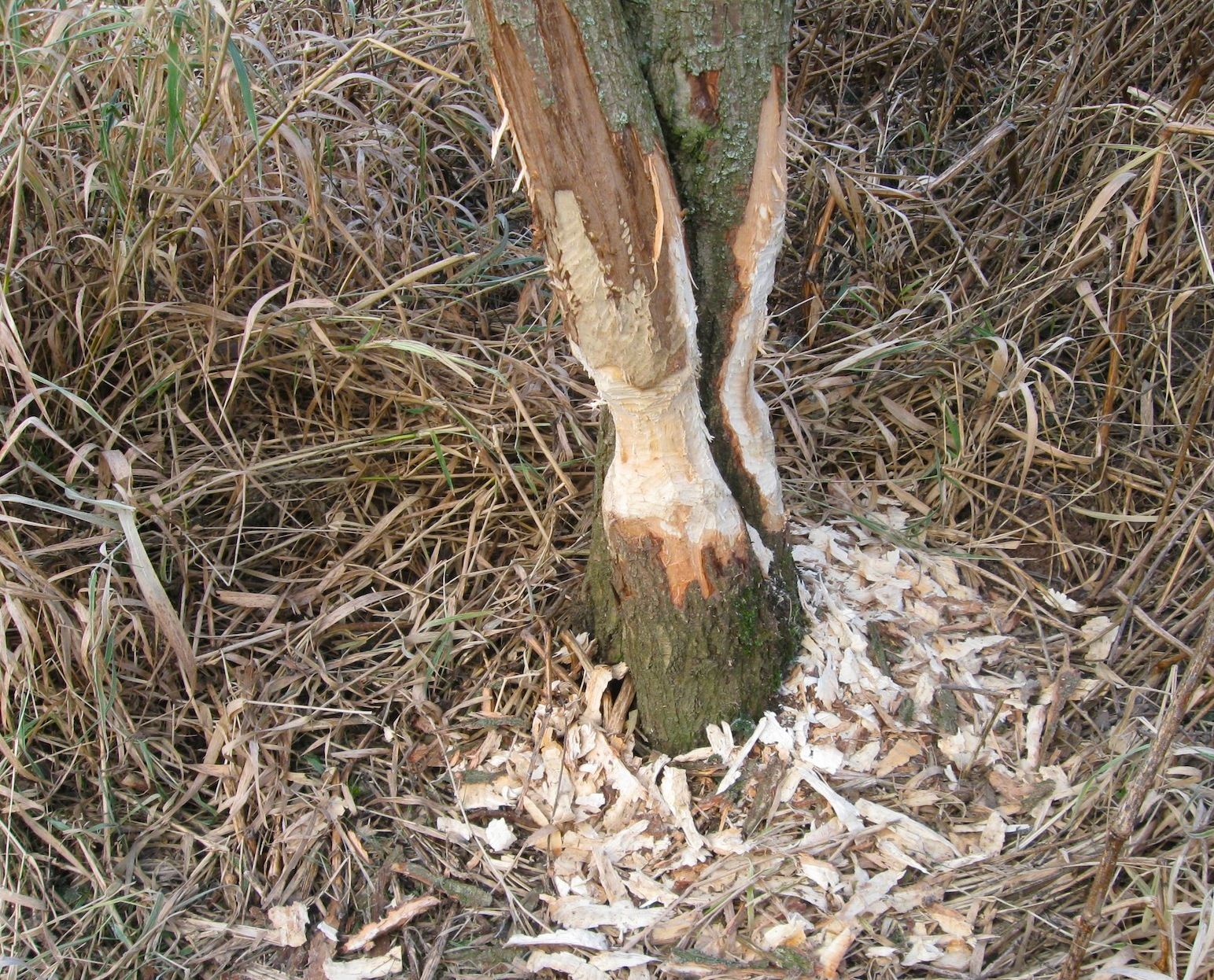
Angenagte Bäume ⊙
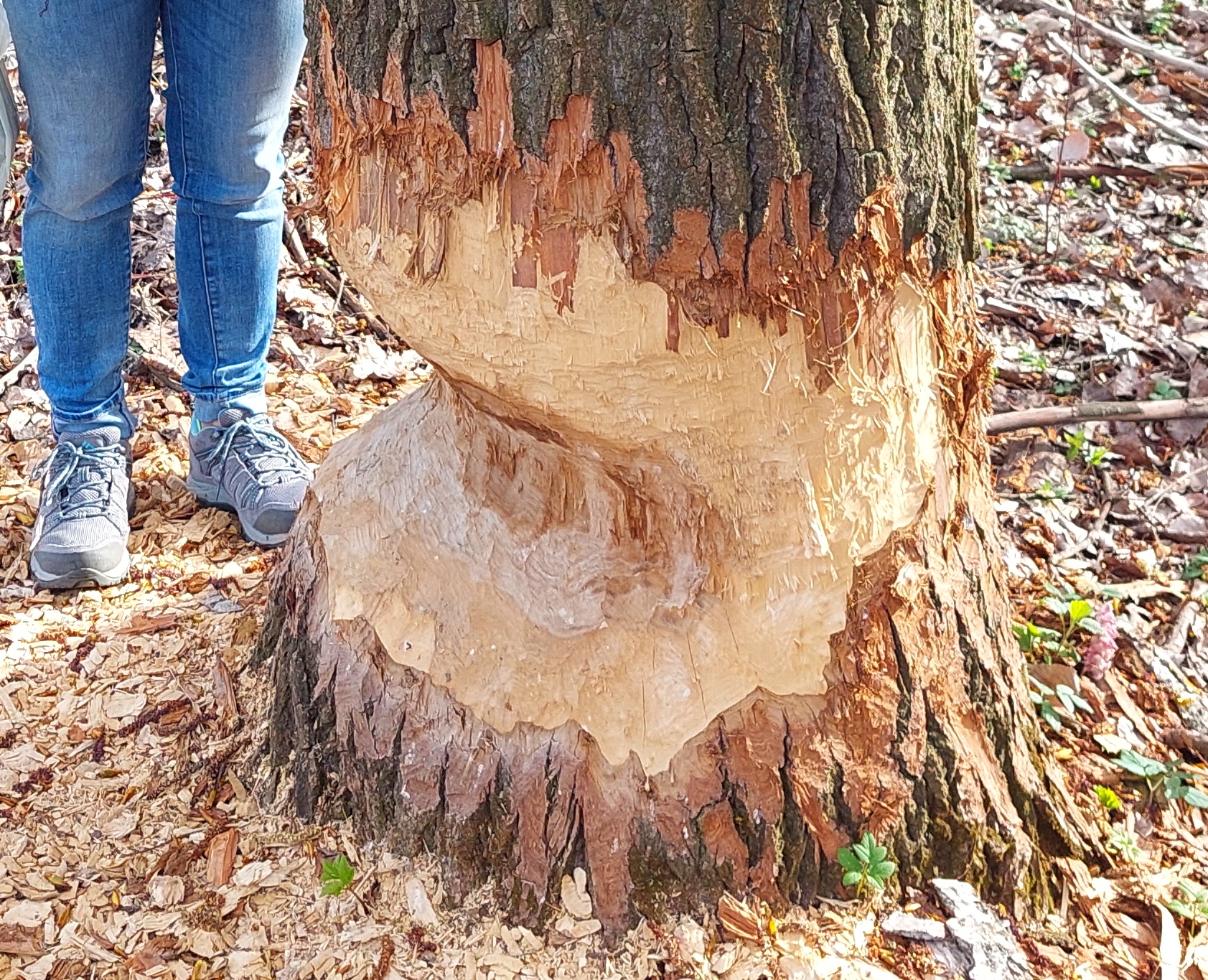
Mächtiger Baum durch Biber angenagt, der Fraß beginnt an der Flussseite, damit sich der Baum zum Fluss neigt
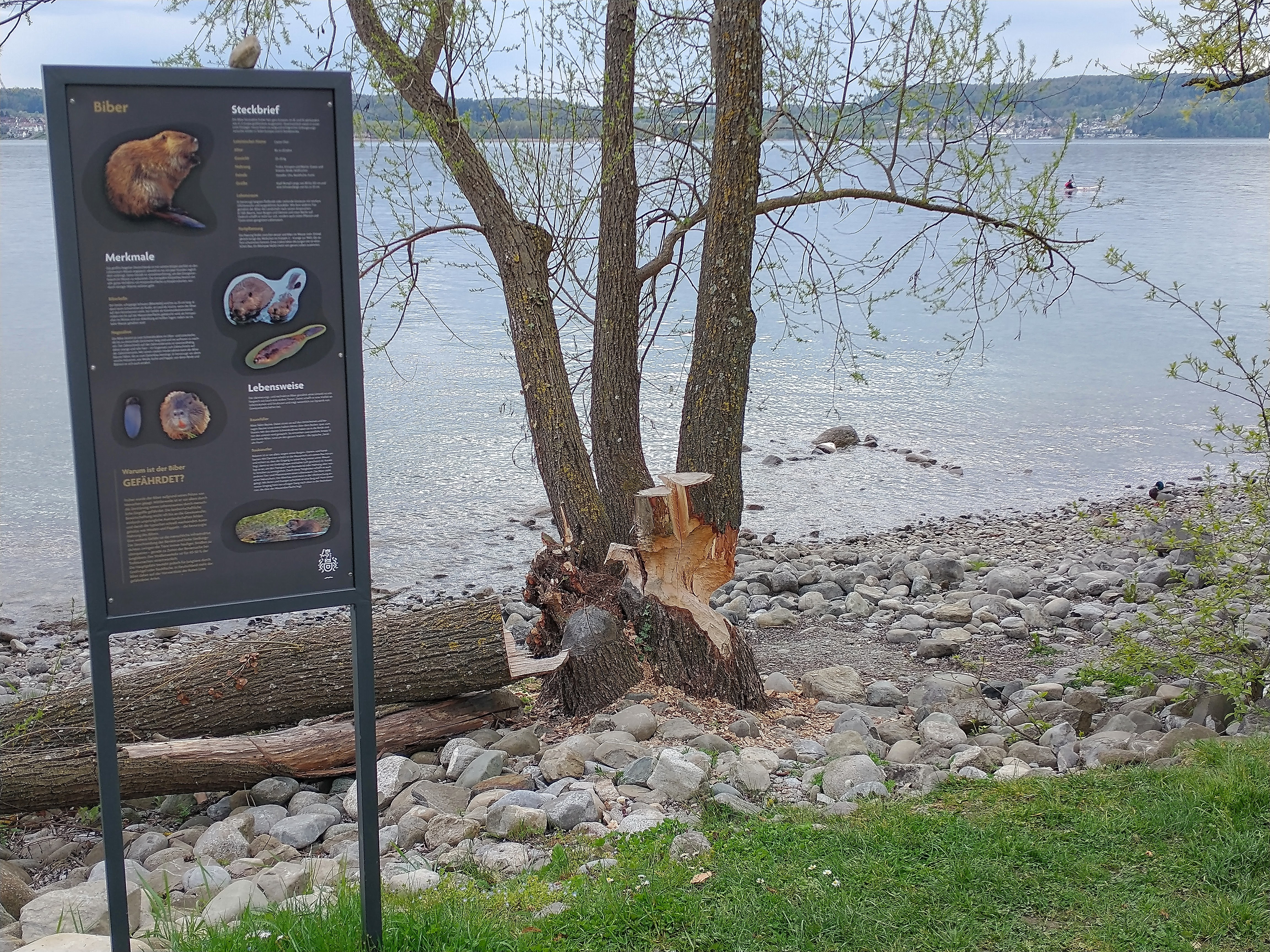
Angenagter Baum am Ufer des Bodensees

Der Biber wird immer mehr als mögliche Schlüsselspezies im Kampf gegen Klimaschäden angesehen.

## Evolution und Systematik

### Innere Systematik
Die Biber bilden eine Familie innerhalb der Ordnung der Nagetiere. Es ist mit Castor nur eine Gattung in der nördlichen Hemisphäre verbreitet. Der Ursprung der Biber reicht bis in das ausgehende Eozän zurück. Im Laufe der Stammesgeschichte bildeten sich zahlreiche Formen aus, die rund 30 Gattungen entsprachen. Die ursprünglichste Gruppe bildet die Unterfamilie der Agnotocastorinae, deren Mitglieder noch zahlreiche Merkmale mit ihren Vorgängern teilen, die in den hauptsächlich in Nordamerika nachgewiesenen Eutypomyidae zu suchen sind. Die weiteren Bibervertreter können prinzipiell in zwei Gruppen aufgeteilt werden: eine semi-aquatisch lebende und eine an Offenlandschaften angepasste, terrestrisch grabende Gruppe. Die erste umfasst die Unterfamilien der Castorinae, zu der auch Castor gehört, und der Castoroidinae, die unter anderem die bekannteren Gattungen Castoroides (Riesenbiber) und Trogontherium (Altbiber) einschließen. Sie stellen auch ein stammesgeschichtlich jüngeres Glied innerhalb der Entwicklung der Biber dar. Die zweite Gruppe besteht aus den Unterfamilien der Palaeocastorinae und der Migmacastorinae, welche auf das Oligozän und das Miozän beschränkt sind. Sie entstand aufgrund der sich abkühlenden Klimaverhältnisse im Verlauf des Oligozän und der damit verbundenen Ausbreitung der Gräser. Allerdings starb sie im Miozän vermutlich durch Konkurrenz zu anderen ähnlich angepassten Säugetieren wieder aus. Zu den bedeutendsten Vertretern gehören Palaeocastor und Migmacastor. Laut phylogenetischen Untersuchungen bilden sowohl die semi-aquatisch angepasste als auch die terrestrisch-unterirdisch lebende Gruppe jeweils eine monophyletische Einheit. Bei heutigen Bibern ist aber ebenfalls eine teilweise grabende Tätigkeit bekannt, ebenso wie einige ausgestorbene, primär semi-aquatische Formen, etwa Steneofiber oder Nothodipoides, in ihren Skelettmerkmalen Anpassungen an das Graben zeigen. Dadurch kann angenommen werden, dass der gemeinsame Vorfahre der beiden Gruppen bereits über diese Merkmale verfügte. Das von den heutigen Bibern bekannte charakteristische Benagen von Bäumen stellt allerdings ein abgeleitetes Merkmal der semi-aquatischen Gruppe dar. Es entwickelte sich innerhalb dieser lediglich bei Castor und bei Dipoides. Letztere Form steht in einer engeren Verwandtschaft zum Alt- und Riesenbiber und nutzte Isotopenuntersuchungen zufolge diese Befähigung nicht zum Dammbau, sondern primär zur Nahrungsaufnahme. Molekulargenetischen Analysen zufolge existiert die semi-aquatisch lebende Linie der Biber bereits seit dem Unteren Miozän. Die Castorinae und die Castoroidinae trennten sich demnach vor rund 19,7 Millionen Jahren auf.
Rezent werden zwei Arten der Gattung Castor unterschieden, der Europäische und der Kanadische Biber. Der Kanadische Biber lässt sich vom Europäischen Biber eindeutig durch seine geringere Chromosomenzahl (40 C. canadensis, 48 C. fiber) unterscheiden. Beide Arten bilden laut genetischen Untersuchungen seit dem Oberen Miozän vor etwa 7,7 Millionen Jahren eigenständige Linien. Die Beschreibung verschiedener Unterarten beim Europäischen Biber ist nach Meinung einiger Experten eine Folge der Verinselung, nachdem diese Art im 19./20. Jahrhundert schon stark dezimiert war.
- Europäischer Biber (Castor fiber Linnaeus, 1758)
- Kanadischer Biber (Castor canadensis Kuhl, 1820)

### Stammesgeschichte

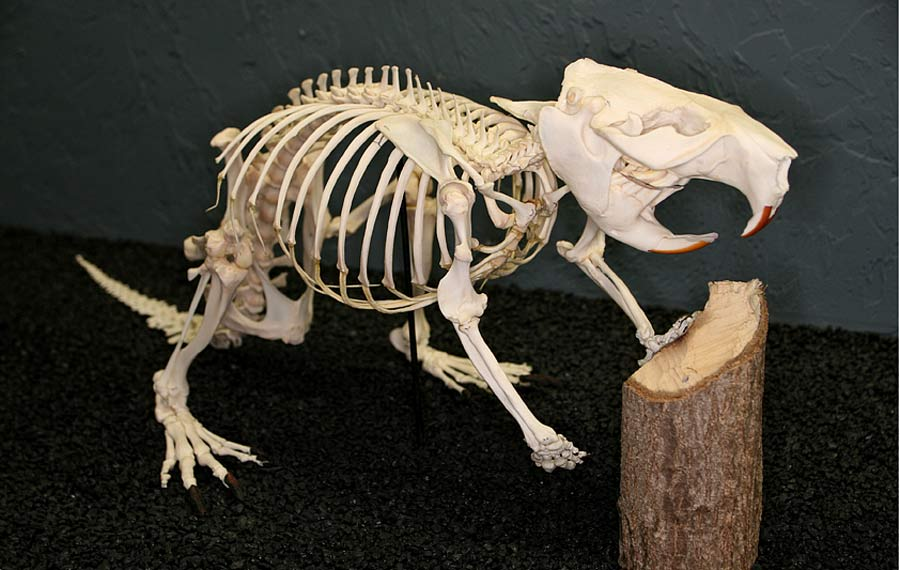
Biberskelett (castor canadensis) im Museum für Osteologie, Oklahoma City

Zu den bedeutendsten und mit am häufigsten aufgefundenen frühen Biberformen gehört Palaeocastor, der im Oberen Oligozän und im Unteren Miozän vor etwa 30 bis 20 Millionen Jahren die offenen Steppenlandschaften des westlichen Nordamerika bewohnte. Er ist die Typusgattung der Palaeocastorinae und war ein kleiner Vertreter mit einem Körpergewicht von maximal 4 Kilogramm. Sein Skelett wies zahlreiche Merkmale für eine grabende Lebensweise auf, wobei die Bibergattung vor allem ihre Schneidezähne einsetzte. Palaeocastor hinterließ komplexe Grabgänge, die vor allem in der Harrison-Formation in Nebraska und Wyoming überliefert sind und die durch einen schraubig gewundenen, in den Untergrund führenden Gang charakterisiert werden. Aufgrund dieser auffälligen Form sind die Grabgänge unter der Bezeichnung Daimonelix („Teufels-Korkenzieher“) bekannt.
Zwei bedeutende Bibervertreter des Pleistozän gehören der Gruppe der Castoroidinae an. In Nordamerika lebte in den letzten zwei Millionen Jahren der Riesenbiber (Castoroides ohioensis), der bis zu 250 Zentimeter groß wurde. Jüngste Funde sind etwa 10.000 Jahre alt, sodass Menschen diesem Biber begegnet sein können. Vorfahren des Riesenbibers sind Arten der Gattung Dipoides (etwa 5 Millionen Jahre alt) und Procastoroides (etwas jünger). Die in Eurasien heimisch gewesene Gattung Trogontherium gehört wahrscheinlich ebenfalls dieser Abstammungslinie an. Diese Biberart, auch Altbiber genannt, war länger als der rezente Europäische Biber, aber deutlich schlanker und mit einem kräftigeren Unterkiefer. Die unteren Extremitätenabschnitte waren länger, die oberen dafür kürzer, was ihm eine agilere Lebensweise ermöglichte mit wohl besser ausgeprägten Schwimmfähigkeiten. Trogontherium trat bereits im Oberen Miozän auf und ist im Oberen Pliozän von Fundstellen wie Tegelen (Niederlande) und Mosbach (im Stadtgebiet von Wiesbaden, Hessen) bekannt. Im jüngeren Mittelpleistozän starb diese Biberart aus. Zu den jüngsten Funden gehören jene aus Bilzingsleben (Thüringen) und Schöningen (Niedersachsen). An letzterem Fundort wurde 2003 ein relativ vollständiges Skelett geborgen.
Der Ursprung der heutigen Biber liegt möglicherweise bereits im Miozän. In dieser Zeit tritt Sinocastor in China und der Mongolei auf, der aufgrund der Schädelgestaltung sehr nahe mit Castor verwandt ist. Möglicherweise könnte das für eine asiatische Herkunft der Biber sprechen. Der früheste Nachweis eines modernen Bibers in Nordamerika datiert ebenfalls in das späte Miozän vor rund 7 Millionen Jahren, umfasst aber nur einige Backenzähne. Fossil sind die modernen Biber recht häufig nachgewiesen. In Europa kommt der Europäische Biber unter anderem an den bedeutenden Fundstellen von Bilzingsleben und Schöningen sympatrisch zusammen mit dem Altbiber vor.

## Kulturaspekte
- Architektur: Die eingängige Form des Biberschwanzes war Namensgeber bei einer Sorte Dachziegel.
- Ernährung: Biberfleisch gebraten oder gedämpft, insbesondere Biberschwanz als Fastenspeise, weil nicht als Fleisch, sondern als der „fischige“ Teil des Bibers angesehen (Fortbewegung im Wasser). Im Konstanzer Konzil von 1414/18 wurde beschlossen „Biber, Dachs, Otter – alles genug“ und schließlich erklärte 1754 der Jesuitenpater Charlevoix: „Bezüglich des Schwanzes ist er ganz Fisch, und er ist als solcher gerichtlich erklärt durch die Medizinische Fakultät in Paris, und im Verfolg dieser Erklärung hat die Theologische Fakultät entschieden, dass das Fleisch während der Fastenzeit gegessen werden darf.“ Als beavertail („Biberschwanz“) wird in Kanada eine weit verbreitete Süßigkeit bezeichnet. Es handelt sich um ein mit Zimtzucker bestreutes, warmes Fettgebäck in Form eines Biberschwanzes, in der Zubereitungsweise vergleichbar mit unseren Krapfen.
- Metaphorik und Fabel: Der auf die Antike zurückgehenden europäischen Literatur- und Fabeltradition (etwa dem Physiologus) zufolge beißt der Biber bei Gefahr seine Hoden ab, wenn er bemerkt, einem menschlichen Jäger sonst nicht mehr entkommen zu können. Dieses Missverständnis beruhte darauf, dass man fälschlich annahm, das Bibergeil, auf das es die Biberjäger der Vergangenheit hauptsächlich abgesehen hatten, werde in den Hoden des Tieres produziert. Demnach hätte das Tier auf diese Weise dem Jäger überlassen, worauf es dieser abgesehen hatte, und wäre dafür selber mit dem Leben davongekommen. Diese Vorstellung wurde auch allegorisch auf das menschliche Leben übertragen: Der Jäger entspricht dabei dem Teufel, dem der Mensch nur entkommen kann, wenn er sich dessen entledigt, worauf es der Teufel abgesehen hat, nämlich seiner Sünden. Gleichzeitig wurde der Biber durch den Mythos vom Abbeißen der Hoden auch als schlechtes Omen angesehen oder als Symbol der Friedfertigkeit ausgelegt, da er ein Opfer erbringt, um dem Konflikt mit den Jägern aus dem Weg zu gehen.[41]

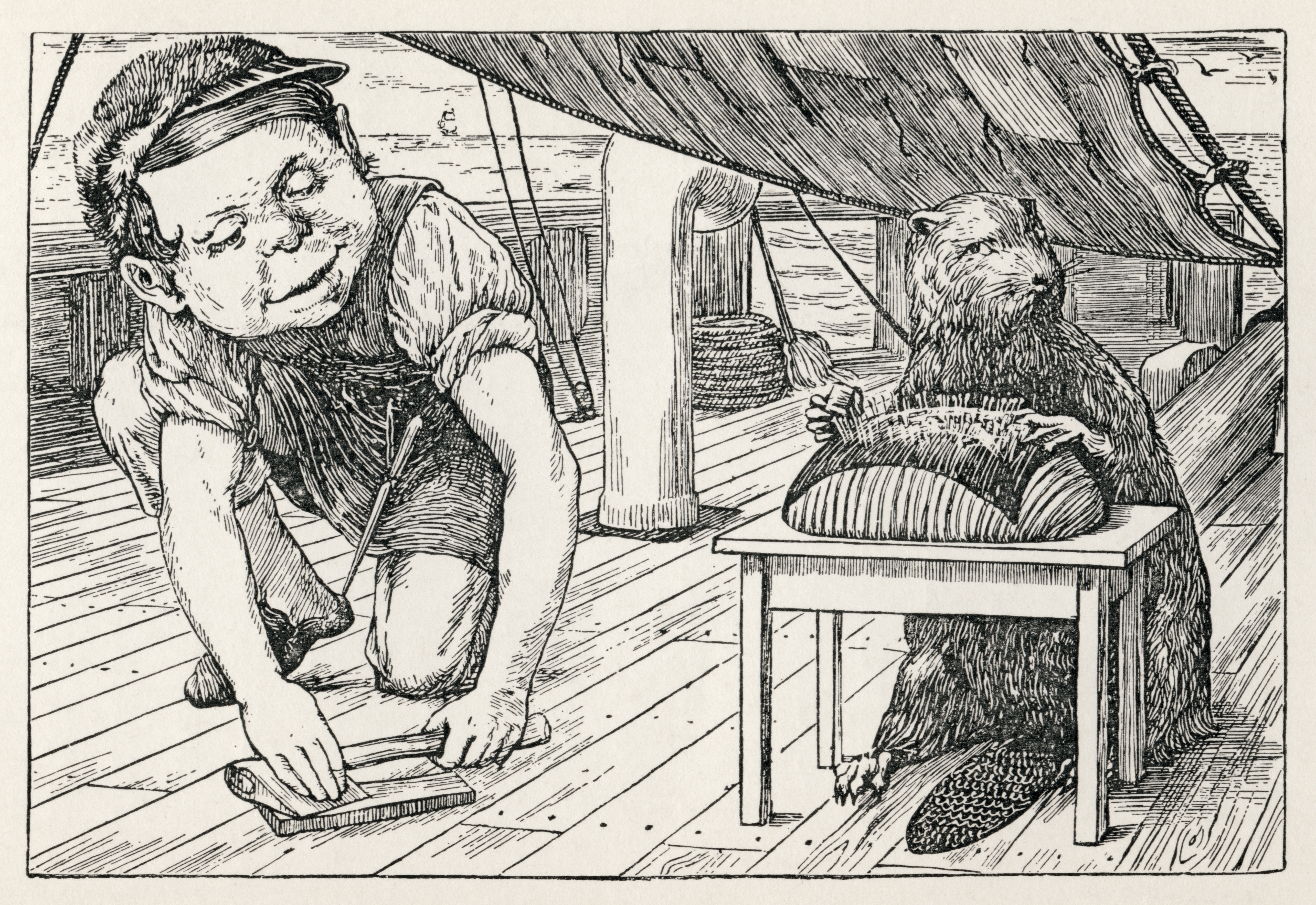
Der klöppelnde Biber in
The Hunting of the Snark

- Literatur: Der Biberpelz; diebische Komödie von Gerhart Hauptmann. In einigen Fabeln wird der Biber Meister Bockert genannt. In Lewis Carrolls Ballade The Hunting of the Snark (dt./engl. in der Insel-Bücherei 934) gehört ein klöppelnder Biber zur ansonsten nur mit Menschen besetzten Snark-Jagdgesellschaft.
- Film: Die Biber Brüder (engl. The Angry Beavers); Trickserie über zwei Biberbrüder, die als Junggesellen allerlei skurrile Abenteuer erleben. In der Komödie Zombiber werden Horrorfilme parodiert, indem friedliche, Pflanzen fressende Tiere als Zombies dargestellt werden.
- Kleidung: Das Biberhaar wird zu Hüten (vgl. Kastorhut), das Biberfell zu Pelzbekleidung, insbesondere zu Kragenbesätzen, verarbeitet.
- Namensgebung/Heraldik: das Tier Biber ist in der Regel Namensgeber der zahlreichen Biberorte und -Flüsse/Bäche in Deutschland. Diese Namen sind meist keltischen Ursprungs und leiten sich vom keltischen Wort bior, bzw. dem niederdeutschen bever ab (vgl. Bieber und das Wappen von Westbevern im Münsterland.)
- Werbung: Maskottchen einer Baumarktkette (Assoziation Dammbau, Konstruktion, Do it yourself, Fleiß, Bastler) sowie für eine (Kinder-)Zahnpasta, (Assoziation: Nagezähne, Nahrung, Lebensunterhalt, Zahnpasta, Zahnpflege); kurze Comics auf Kartonverpackung sollen zum Zähneputzen animieren.
- Symbolik: Wegen des weitverbreiteten Pelzhandels spielt der Biber in Nordamerika eine gewisse Rolle als Emblem- und Wappentier. Er ist das „Nationaltier“ sowohl von Kanada als auch der Bundesstaaten New York und Oregon. Aufgrund seiner „Bautätigkeit“ und des Rufes, ein besonders fleißiges Tier zu sein, findet der Biber – vornehmlich im angelsächsischen Raum – breite Verwendung als Universitätsmaskottchen, so durch das Massachusetts Institute of Technology, das California Institute of Technology, die Oregon State University sowie die London School of Economics and Political Science.
- Seit 2009 wird am 7. April mit dem Internationalen Tag der Biber auf die Situation des Tieres aufmerksam gemacht. Das Datum wurde zu Ehren der US-amerikanischen Biber-Forscherin Dorothy Burney Richards (1894–1985) gewählt.[42]